# Dell Technologies Championship
Il Dell Technologies Championship, in precedenza chiamato Deutsche Bank Championship, è stato un torneo di golf del PGA Tour, che si è tenuto annualmente durante il fine settimana del Labor Day; dal 2007 fino al 2018, ultimo anno in cui è stato organizzato, è stato il secondo dei quattro tornei della FedEx Cup.

## Storia
Il torneo nacque nel 2003 come Deutsche Bank Championship e si è sempre svolto al TPC Boston di Norton, Massachusetts; a partire dall'edizione 2017 il nome del torneo è stato Dell Technologies Championship. A differenza degli altri tornei di golf, si è giocato dal venerdì al lunedì, che coincideva con la festività statunitense del Labor Day.
Partecipavano al torneo i primi 100 giocatori della classifica a punti per la FedEx Cup, comprendente i punti accumulati durante la regular season e quelli ottenuti nel primo torneo della FedEx Cup, The Northern Trust.

## Vincitori
| Anno                           | Vincitore                      | Nazione                        | Punteggio                      | Differenza dal par             | Margine di vittoria            | Secondo classificato                         | Montepremi ($)                 | Premio per il vincitore ($)    |
| Dell Technologies Championship | Dell Technologies Championship | Dell Technologies Championship | Dell Technologies Championship | Dell Technologies Championship | Dell Technologies Championship | Dell Technologies Championship               | Dell Technologies Championship | Dell Technologies Championship |
| ------------------------------ | ------------------------------ | ------------------------------ | ------------------------------ | ------------------------------ | ------------------------------ | -------------------------------------------- | ------------------------------ | ------------------------------ |
| 2018                           | Bryson DeChambeau              | Stati Uniti                    | 268                            | −16                            | 2 colpi                        | Justin Rose                                  | 9.000.000                      | 1.620.000                      |
| 2017                           | Justin Thomas                  | Stati Uniti                    | 267                            | −17                            | 3 colpi                        | Jordan Spieth                                | 8.750.000                      | 1.575.000                      |
| Deutsche Bank Championship     |                                |                                |                                |                                |                                |                                              |                                |                                |
| 2016                           | Rory McIlroy (2)               | Irlanda del Nord               | 269                            | −15                            | 2 colpi                        | Paul Casey                                   | 8.500.000                      | 1.530.000                      |
| 2015                           | Rickie Fowler                  | Stati Uniti                    | 269                            | −15                            | 1 colpo                        | Henrik Stenson                               | 8.250.000                      | 1.485.000                      |
| 2014                           | Chris Kirk                     | Stati Uniti                    | 269                            | −15                            | 2 colpi                        | Russell Henley Billy Horschel Geoff Ogilvy   | 8.000.000                      | 1.440.000                      |
| 2013                           | Henrik Stenson                 | Svezia                         | 262                            | −22                            | 2 colpi                        | Steve Stricker                               | 8.000.000                      | 1.440.000                      |
| 2012                           | Rory McIlroy                   | Irlanda del Nord               | 264                            | −20                            | 1 colpo                        | Louis Oosthuizen                             | 8.000.000                      | 1.440.000                      |
| 2011                           | Webb Simpson                   | Stati Uniti                    | 269                            | −15                            | Playoff1                       | Chez Reavie                                  | 8.000.000                      | 1.440.000                      |
| 2010                           | Charley Hoffman                | Stati Uniti                    | 262                            | −22                            | 5 colpi                        | Jason Day Luke Donald Geoff Ogilvy           | 7.500.000                      | 1.350.000                      |
| 2009                           | Steve Stricker                 | Stati Uniti                    | 267                            | −17                            | 1 colpo                        | Jason Dufner Scott Verplank                  | 7.500.000                      | 1.350.000                      |
| 2008                           | Vijay Singh (2)                | Figi                           | 262                            | −22                            | 5 colpi                        | Mike Weir                                    | 7.000.000                      | 1.260.000                      |
| 2007                           | Phil Mickelson                 | Stati Uniti                    | 268                            | −16                            | 2 colpi                        | Arron Oberholser Brett Wetterich Tiger Woods | 7.000.000                      | 1.260.000                      |
| 2006                           | Tiger Woods                    | Stati Uniti                    | 268                            | −16                            | 2 colpi                        | Vijay Singh                                  | 5.500.000                      | 990.000                        |
| 2005                           | Olin Browne                    | Stati Uniti                    | 270                            | −14                            | 1 colpo                        | Jason Bohn                                   | 5.500.000                      | 990.000                        |
| 2004                           | Vijay Singh                    | Figi                           | 268                            | −16                            | 3 colpi                        | Adam Scott Tiger Woods                       | 5.000.000                      | 900.000                        |
| 2003                           | Adam Scott                     | Australia                      | 264                            | −20                            | 4 colpi                        | Rocco Mediate                                | 5.000.000                      | 900.000                        |

1Il playoff sudden death del 2011 è stato vinto alla seconda buca extra.